# ᆃ
ᆃ는 옛한글 낱자의 하나로서 ㅗ와 ㅜ를 연이어 내는 이중 모음 표기에 사용했을 거라 추정되는 한글 낱자이나, 현대 한국어 표기에는 쓰이지 않는다.
| 종류                  | 글자   | 유니코드 | HTML     |
| --------------------- | ------ | -------- | -------- |
| 한글 호환 자모 영역   | (없음) | (없음)   | (없음)   |
| 한글 자모 영역        | ᅟᆃ     | U+1183   | &#4483;  |
| 한양 사용자 정의 영역 |     | U+F826   | &#63526; |
| 반각                  | (없음) | (없음)   | (없음)   |

## 같이 보기
- 한글 낱자
- 옛 한글